# Науджюнас Альгімантас Яронімович
Альгімантас Яронімович Науджюнас (нар. 22 червня 1942, село Науйоя Слабада (Нова Слобода), тепер Кайшядориського району Каунаського повіту, Литва — ?) — литовський радянський державний діяч, секретар ЦК КП Литви (КПРС), генерал-майор.

## Життєпис
У 1963 році закінчив Казанське військово-авіаційне училище.
Служив у Радянській армії: старший технік-механік, секретар комітету комсомолу військової частини, старший інструктор із комсомольської роботи політичного відділу ракетної армії у місті Вінниці. Член КПРС.
У 1976 році закінчив Військово-політичну академію імені Володимира Леніна.
У 1976—1986 роках — на політичній роботі у Радянській армії: заступник командира полку з політичної частини; начальник політичного відділу ракетної дивізії.
У 1984—1985 роках — заступник начальника політичного відділу ракетної дивізії та НДІП—53 (космодрому Плесецьк).
17 грудня 1985 — 1989 року — начальник політичного відділу ракетної дивізії та НДІП—5 (космодрому Байконур) Казахської РСР.
У вересні 1989 року переїхав до Литовської РСР.
У 1990 — серпень 1991 року — секретар ЦК КП Литви (КПРС).
У 1991 році брав активну участь у спробах прорадянського перевороту в Литовській Республіці.
У 1991 році виїхав до Росії та оселився в місті Краснознаменську Московської області. Голова Ради громадських організацій ветеранів міського округу Краснознаменськ.

## Звання
- генерал-майор

## Нагороди та відзнаки
- орден Трудового Червоного Прапора
- орден «За службу Батьківщині у Збройних Силах СРСР» 3-го ступеня
- орден «За вірність Вітчизні» (Російська Федерація)
- медалі